# Родригу, Роберту
Роберту Порфириу Максимиану Родригу (порт. Roberto Porfírio Maximiano Rodrigo; 28 ноября 1988, Порту, Португалия) — португальский футболист, нападающий.

## Карьера
Воспитанник академии клуба «Порту». В составе клуба «Арока» в высшей лиге Португалии сыграл 26 матчей, в которых забил 6 голов. Перед сезоном 2014/15 перешёл в российский клуб ФНЛ «Тосно», но не проведя ни одного матча, 26 августа 2014 расторг контракт.

## Достижения
Морейренсе
- Обладатель Кубка португальской лиги (1): 2016/17